# Крестовоздвиженский собор (Ужгород)
Крестовоздвиженский собор — грекокатолический собор в Ужгороде, Украина. Центр независимой Мукачевской епархии.

## История
16 июля 1640 года владевший Ужгородом в то время граф Ян Другет из рода Другетов выдал дарственную грамоту иезуитам на большой участок Замковой горы. На ней иезуиты при поддержке графа начали сооружать свою коллегию и церковь при ней. Строительство барочного храма было завершено в 1646 году и вплоть до 1773 года он принадлежал Обществу Иисуса.
В 1773 году орден иезуитов был временно распущен, по велению императрицы Марии Терезии храм был передан грекокатоликам, в 1780 году освящён как грекокатолический собор. В 1858 году был проведён комплекс работ по переделке интерьера, был перестроен иконостас, расписаны своды и стены, выполнены мраморные украшения и создан большой образ «Воздвижение Честного Креста Господня» на потолке храма. В 1876-77 годах итальянский архитектор Лука Фабри реконструировал фасад собора, который приобрел современный вид с неоклассическим портиком из четырёх колонн коринфского ордера. Роспись внутри собора в начале XX века в стиле позднего барокко была выполнена художником Иосифом Бокшаем.
После запрета грекокатолицизма в СССР в послевоенное время здание храма было передано Русской православной церкви. 10 октября 1991 года после легализации и восстановления грекокатолических структур на Украине собор был возвращен грекокатолической епархии Мукачево. 28 июня 2003 года в собор были перенесены мощи блаженного Теодора Ромжи.

## Архитектура

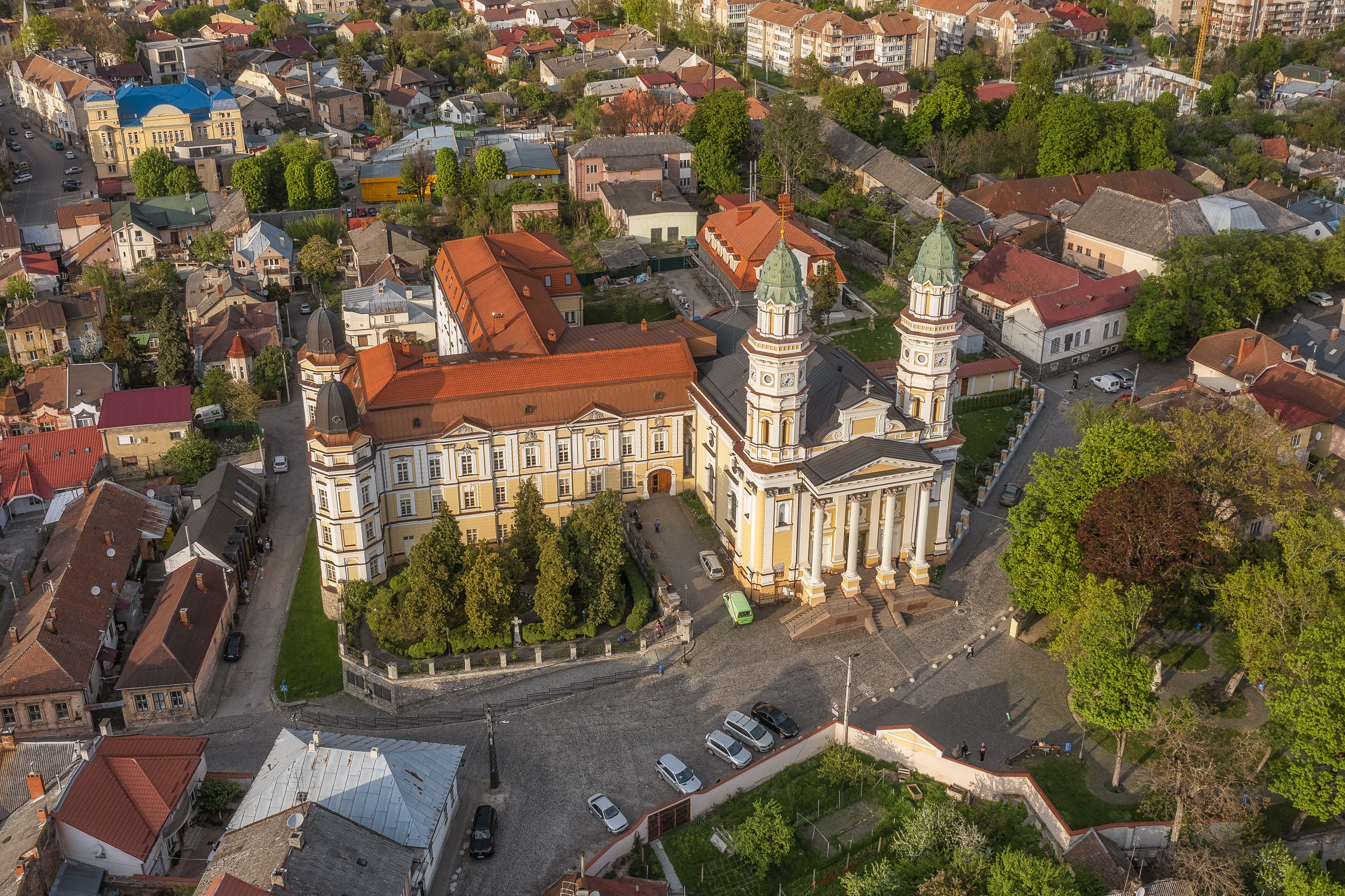
Вид с воздуха

Собор построен из кирпича, его главный фасад увенчан треугольным к которому примыкают восьмигранные трехъярусные башни с курантами. Сначала колокольни собора были деревянными, в 1814 году перестроены в камне. В обоих башнях установлены колокола. В фасаде выделяется неоклассический четырёхколонный портик. С обеих сторон от центрального входа установлены таблички с надписями на церковнославянском языке: «Крест — красота церквям, верным утверждение, нечистым смерть» и — царям государство, слава".